# Premios TikTok Vietnam
Los Premios TikTok Vietnam (TikTok Awards Việt Nam o Giải thưởng TikTok Việt Nam en vietnamita) son una entrega de premios para honrar a los creadores, artistas, usuarios y colaboradores vietnamitas en la plataforma TikTok. Los premios se llevaron a cabo por primera vez el 27 de diciembre de 2020 en Ciudad Ho Chi Minh con 11 categorías. El siguiente año en entregarse los premios fue 2022 debido a la pandemia de COVID-19 en Vietnam. El programa se transmitió en vivo en dos canales de TikTok, @tiktokawardsvn, @tiktokcreator_vn y se reprodujo en TikTok LIVE, VieOn, TodayTV, HTV2 y National Assembly Television.

## Historia
El 24 de abril de 2019, la plataforma de redes sociales TikTok estuvo oficialmente presente en el mercado vietnamita. El 27 de diciembre de 2020, los premios anuales de TikTok se llevaron a cabo por primera vez para honrar a los creadores en Vietnam votados por la audiencia.
El 7 de diciembre de 2022, TikTok anunció oficialmente las nominaciones para los TikTok Awards Vietnam 2022 y determinó organizar el premio después de dos años debido al impacto de la pandemia de COVID-19.

## 2020
El tema dado por TikTok para la entrega de 2020 fue "You start on TikTok". Tran Thanh fue seleccionado como el MC oficial para los premios 2020.
| Categoría                     | Ganador del premio                           | cuenta de Tik Tok            |
| ----------------------------- | -------------------------------------------- | ---------------------------- |
| Innovador del año             | Nguyễn Thị Diệu Linh                         | @linhbarbie                  |
| Creador favorito del año      | Võ Thành Ý                                   | @thanhyvo                    |
| Creador prometedor del año    | Việt Mỹ                                      | @vietmyusa                   |
| Creador inspirador del año    | Sô Y Tiết                                    | @tuongvy1995, @ytietofficial |
| Campaña del año               | #Vudieuruatay (Vũ điệu rửa tay)              |                              |
| Canción del año               | Ghen Cô Vy                                   |                              |
| Extranjero                    | Play Date Melanie Martinez                   |                              |
| Artista impresionante del año | chi-pu                                       | @chipupu                     |
| Artista masculino             | Presa Vinh Hung                              | @damvinhhungtiktok           |
| grupo de artistas             | Ngoc Trinh, Do Long, Le Ha, Quynh Jueves     | @ngoctrinh89                 |
| canal del año                 | VTV24                                        | @vtv24noticias               |
| Streamer prometedor           | khoi vietnam                                 |                              |
| Socio de MCN del año          | Red MCV                                      |                              |
| Canales con impacto social    | FactCheckvn (Agencia Vietnamita de Noticias) | @factcheckvn                 |

## 2022
Premios TikTok Vietnam 2022 se llevó a cabo el 20 de diciembre de 2022 en Ho Chi Minh con el nombre "Juntos: celebramos el auténtico TÚ". La noche de homenaje se anunció los resultados de 11 categorías con 5 categorías votadas por la audiencia y 6 categorías votadas por el panel de expertos de TikTok. El portal de votación anterior se abrió el 15 de noviembre.
| Categoría                                    | Ganadores[10]              | cuenta de Tik Tok                     |
| -------------------------------------------- | -------------------------- | ------------------------------------- |
| Creador de contenido de celebridades del año | Nguyen Thuc Thuy Tien      | @missgrand2021.thuytien               |
| Innovador del año                            | CiiN                       | @cciinnn                              |
| Creador inspirador del año                   | Dung Long Family           | @thunglongfamily Una guarida @anden75 |
| música del año                               | artista popular Bach Tuyet |                                       |
| Creador prometedor del año                   | Rufino Aybar - Mochila     | @rufinoaybar                          |
| Mejor creador de entretenimiento             | AnNhien BoiBoi             | @annhien_boiboi                       |
| Mejor Innovador y Educador de Vida           | Quan no tiene ventaja      | @quankhongo                           |
| Mejor innovador deportivo                    | Ang Tuan                   | @angtuan12                            |
| Mejor transmisor (transmisor en vivo)        | Thien Nhan                 | @thiennhan5272                        |
| socio del año                                | Red MCV                    |                                       |
| Canal de noticias medio del año              | Tiin.vn                    | @tiin.vn                              |